# Линда Ронстад
Линда Ронстад (на английски: Linda Ronstadt) е американска певица, оказала влияние върху няколко различни музикални стила в хода на продължителната си кариера.

## Биография
Тя е родена през 1946 година в Тусон, Аризона. Започва кариерата си в средата на 60-те години сред пионерите на фолк рок и кънтри рок движението в Калифорния, първоначално с групата Стоун Понис, а след това и като самостоятелен изпълнител. През следващите години постепенно придобива известност, като участва в турнета на Джаксън Браун, Дорс, Нийл Йънг и други.
През 70-те години Линда Ронстад вече е смятана за най-успешната изпълнителка на рок музика, като е наричана Кралица на рока и Първа дама на рока. В началото на 80-те години започва да участва в мюзикъли на Бродуей, експериментира с традиционни мексикански песни и издава няколко успешни албума, запазвайки своята популярност.
През август 2013 тя разкрива, че страда от Паркинсонова болест.